# Bobby Shmurda
Ackquille Lorano Pollard (Miami, 4 de agosto de 1994), conhecido artisticamente como Bobby Shmurda, é um rapper norte-americano.